# Judenschule
Als Judenschule wurden während des Mittelalters und in der Neuzeit in den deutschsprachigen Ländern umgangssprachlich als Bezeichnung für die Synagogen verwendet. Dort fanden neben Gebet und Andacht auch Versammlungen und Unterricht. Dort lernten die Knaben die Thora und die Männer studierten die Thora und den Thalmud. Die jiddische Bezeichnung für die Synagoge ist Schul.
Martin Luther übersetzte das Wort Synagoge bei seiner Übertragung des Alten Testaments ins Deutsche mit Schule.
Der Begriff wurde abwertend und antisemitisch in der Redewendung „Hier geht es zu wie in der Judenschule“ für auffällig laute und unruhige Orte verwendet, da den Christen das ungeordnete und laute Rezipieren von Bibeltexten unverständlich war. Hartwig von Hundt-Radowsky betitelte sein 1822/23 erschienenes dreibändiges antisemitisches Werk, das die Vernichtung der Juden fordert, als Die Judenschule oder gründliche Anleitung, in kurzer Zeit, ein vollkommener schwarzer oder weißer Jude zu werden.

## Jüdisches Schulwesen
Durch die Assimilation des deutschen Judentums, befand sich das jüdische Schulwesen in der Weimarer Republik im ständigen Rückgang. Die nichtorthodoxen Juden des städtischen Bürgertums, soweit sie nicht Zionisten waren, lehnten jüdische Schulen ab, die sie als Judenschulen bezeichneten. Mit dem Aufkommen des nationalsozialistischen Antisemitismus sollte die jüdische Schule nach der Vorstellung der Reichsvertretung der deutschen Juden und der orthodoxen Israelitischen Religionsgesellschaft der Demoralisierung und physischen Not der Schüler entgegenwirken. Durch Erlass (1936) des Reichsministers Bernhard Rust wurde dann von nationalsozialistischer Seite die Trennung von jüdischen und sogenannten arischen Volksschülern bis 1938 vollständig umgesetzt.